# Валежник

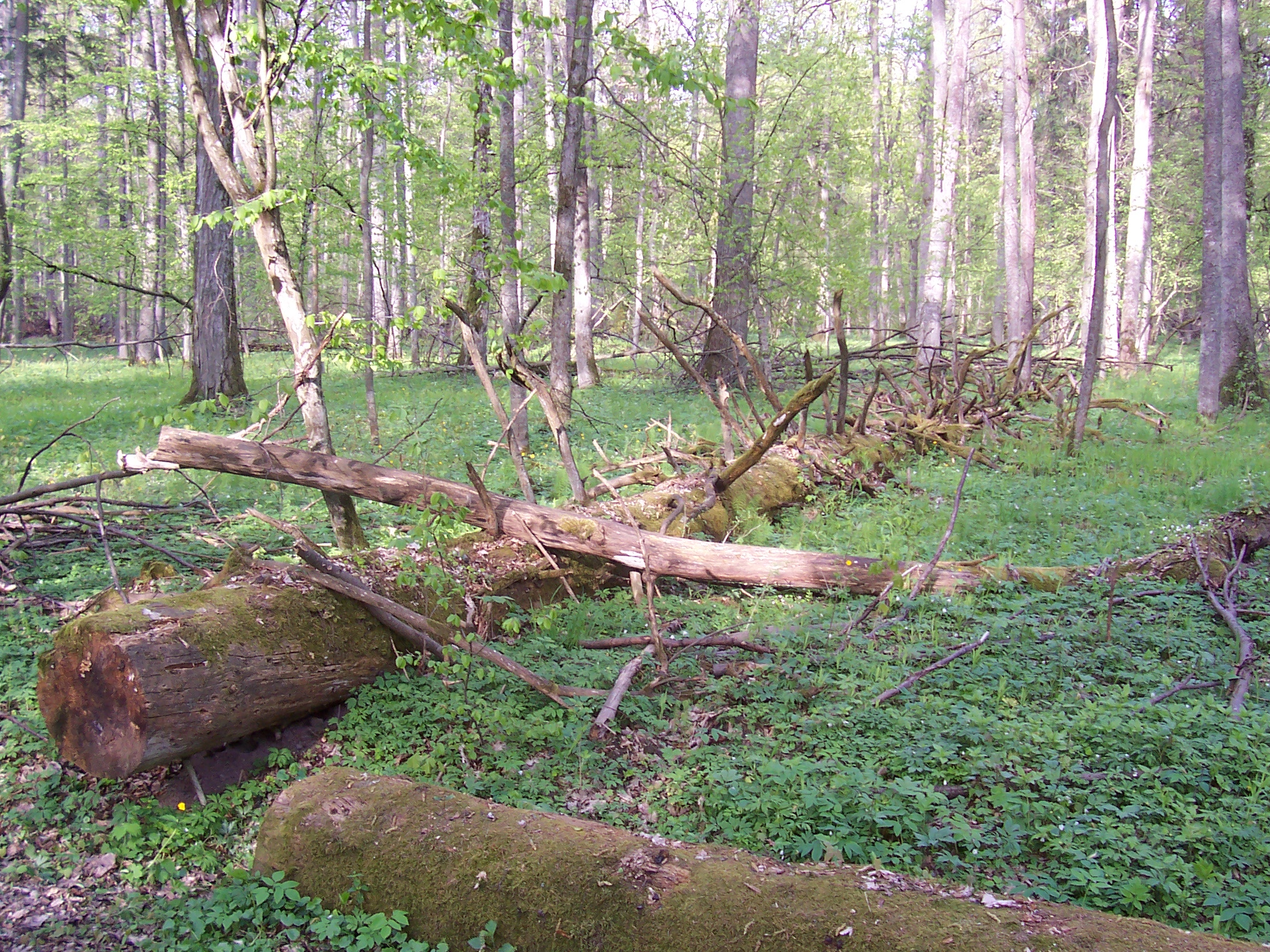
Валежник в Беловежском национальном парке (Польша), 2007

Вале́жник (валеж, валежный лес, лежина, падалица) — упавшие на землю в лесу стволы деревьев или их части: сучья, ветви, сухие и гниющие. Сломленный ветром (бурелом), навалом снега и т. п. лес, а также лес срубленный и полуобработанный, но не вывезенный и брошенный (часто как забракованный).
Вообще всякий поваленный или лежащий на земле лес, в большей или меньшей степени утративший технические качества и ценность. Сухой валежник может использоваться в качестве топлива.

## Образование
Образование валежника происходит при естественном отмирании деревьев, рубках, лесных пожарах, ветровале, буреломе, снеголоме, снеговале, ожеледи (оледенение кроны и ствола), повреждении насаждений вредными насекомыми, грибными болезнями.

## Экологическое значение
Разложившийся валежник оставляет в почве питательные вещества. Образуемые им микроповышения создают условия для самовозобновления ценных пород (ель, пихта, сосна).
Валежник укрепляет склоны, защищает почву. Он является постоянным или временным домом для многих обитателей: микроорганизмов, грибов, членистоногих, моллюсков, земноводных и пресмыкающихся, птиц и даже мелких млекопитающих. Для успешного развития растений некоторых видов необходимо, чтобы их семена проросли в валежнике.
Валежник играет значительную роль как долговременное хранилище углерода. Например, в хвойных лесах в валежнике вместе с почвой может содержаться до 25—30 % запасённого в лесу углерода:8.

## Природоохранные аспекты и переработка

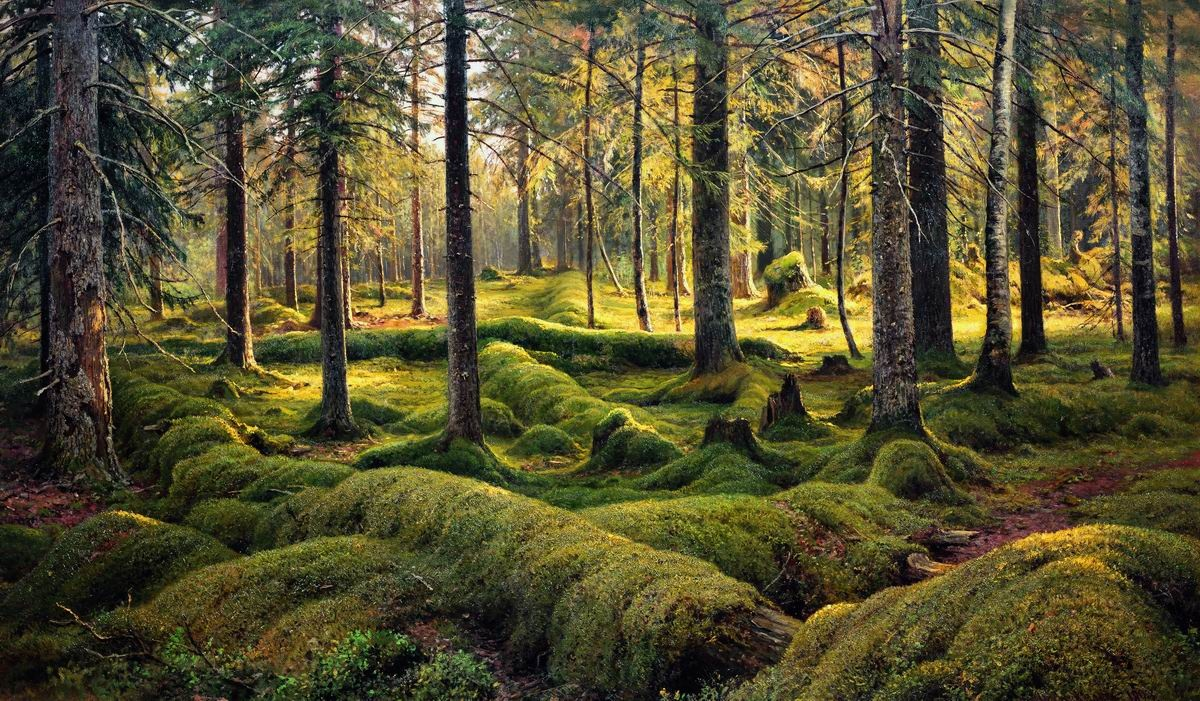
И. И. Шишкин. «Старый валежник. Лесное кладбище», 1893. НХМ РБ

Накопление валежника весьма опасно для леса, так как валежник, представляя удобную пищу для огня, в случае возникновения лесного пожара способствует быстрому его распространению на значительные пространства. Кроме того он является благоприятной средой для различных вредных насекомых, в особенности короедов, которые, размножаясь, переходят с него и на растущие деревья, уничтожая многие гектары ценного леса. Поэтому в благоустроенном лесном хозяйстве обращается особенное внимание на своевременное удаление валежника из леса — уборку его (требование ст. 168 Лесного устава Российской империи относительно казённых лесов, а также современного законодательства МПР РФ), причём решающее значение имеет состояние валежника. Ещё в дореволюционные времена вопрос пользы и вреда уборки валежника в лесах активно дискутировался.
Он вреден в пожарном отношении и как рассадник насекомых только вначале, в первые годы своего существования, впоследствии же, при дальнейшем разложении древесины, становится безвредным и самое удаление его тогда из леса приносит уже не пользу, а ущерб хозяйству, напрасно лишая лесную почву природного удобрения. Но при всей желательности скорейшей очистки лесных посадок от свежего валежника, уборка его далеко не всегда может быть выполнена, вследствие отсутствия спроса на материалы, получаемые от его разработки, и потому невозможности возвращения затрат, сделанных на его уборку. В иных случаях можно помочь в этом отношении введением лесотехнических производств — смолокурения, углежжения, варки поташа и т. п., оплачивающих с избытком издержки по сбору.
Кроме того, валёж в лесу является резервуаром влаги, образующейся при разложении древесины. Её поступление зависит от активности обитающих в лесу грибов. Это может быть критически важным для выживания в условиях длительной засухи.
Исследования российского учёного-лесопатолога В. Г. Стороженко (1992) показали, что валежник в любом случае необходим в лесу, поскольку отмершие деревья (особенно, крупного размера) препятствуют активному распространению инфекции гнилевых болезней леса и формированию очагов поражения гнилями живых деревьев. При этом количество валежа в насаждении должно составлять от 1/3 до 1/2 от запаса сырорастущего леса. Однако до сих пор российское лесное хозяйство игнорирует результаты этих исследований.

## Юридические аспекты

### Германия
В Германии на основании гуманитарных побуждений и лесоохранительных соображений, допускалось бесплатное пользование валежником в казённых и некоторых частных лесах соседними несостоятельными жителями, при соблюдении условий относительно доказательств несостоятельности и времени пользования. Сбор валежника разрешался, для удобства надзора, только в определённые дни и часы от восхода до захода солнца, причём запрещалось употребление железных орудий, вывозка на телегах, продажа собранного.

### Россия
В Лесном уставе Российской империи нахождение леса уже не на корне и меньшая его ценность, сравнительно с растущим, считаются признаками валежника.
Валежник различался от сухоподстоя и бурелома; так, например, по статье 410, для сбережения казённых лесов в Ставропольской губернии воспрещалась из них продажа не только растущего, но и сухоподстойного леса, а разрешалось частным лицам покупать только валежник. Точно так же в 282 статье бывшим государственным крестьянам разрешалось бесплатное пользование определённым количеством деревьев отдельно из валежника, сухоподстойного и буреломного леса.
Разрешая управлениям государственными имуществами продажу валежника ниже таксовой стоимости, что в отношении растущего леса может быть сделано только с дозволения министра, — закон, очевидно, считал валежник малоценным материалом, хотя и допускал, что, смотря по его состоянию, из него могут быть заготовлены не только дрова, но и строевой и поделочный лес.
В Российской империи бесплатное пользование валежником из казённых лесопосадок допускалось только в исключительных случаях, как лесоохранительная мера для предупреждения или прекращения вреда, причиняемого лесу насекомыми, или как мера вспомоществования бедствующему населению. Так, в неурожайный 1891 год Высочайше разрешен (16 июля) безденежный отпуск дров и хвороста из валежного леса крестьянам двадцати губерний, с соблюдением почти тех же условий, какие приняты в Германии.
Лесной кодекс РФ от 2006 года для сбора валежника предписывает заключать договора купли-продажи лесных насаждений, что делало правонарушителями большое количество граждан, свободно собирающих валежник.
В апреле 2018 года законодательство РФ официально разрешило россиянам с 2019 года собирать валежник для личных целей.